# Mostro de amor
Mostro de amor es una canción en ritmo de tecnocumbia creada en 2007 por la compositora ecuatoriana Wendy Vera como el tema principal del programa televisivo La novela del Cholito. La canción es interpretada por el personaje de El cholito, encarnado por el actor David Reinoso. El tema, que también posee elementos de reguetón y rockola, se convirtió en una de las canciones más populares en Ecuador durante 2007 y 2008.
Vera compuso el tema luego de leer la sinopsis del programa y decidió incluir frases jocosas de la jerga característica del personaje. Debido a la popularidad de la canción, Vera creó cinco temas adicionales como parte de un álbum basado en el programa y, en 2010, creó la canción Sabor a cocolón como tema principal de la telenovela Mostro de Amor, secuela de La novela del Cholito.